# Kołowrót (Schlesische Beskiden)
Der Kołowrót, auch Słona Góra (deutsch: Salzberg), ist ein Berg in Polen. Mit einer Höhe von 798 m ist er einer der niedrigeren Berge im Barania-Kamm in den Schlesischen Beskiden. Er gehört zum Gemeindegebiet von Bielsko-Biała.

## Tourismus
- Auf den Gipfel führen mehrere markierte Wanderwege von Bielsko-Biała.